# Ferchau (Kuhfelde)
Ferchau ist ein Wohnplatz des Ortsteils Kuhfelde der Gemeinde Kuhfelde im Altmarkkreis Salzwedel in Sachsen-Anhalt.

## Geografie
Das Wohnplatz Ferchau liegt etwa einen Kilometer nordwestlich von Kuhfelde im Ferchauer Forst in der Altmark.

## Geschichte
Das Dorf Ferchau wurde im Jahre 1357 erstmals als verchow in einem Gütertausch zwischen Gherke von Wallstawe und dem Heiliggeiststift vor Salzwedel erwähnt.
Im Landbuch der Mark Brandenburg von 1375 wird ein zum großen Teil wüstes Dorf Ferchow aufgeführt.
Im Jahre 1593 gibt das Kloster Dambeck dem Heiliggeiststift vor Salzwedel Geld von der wüsten Feldmark Ferchau (Verchow). Auf einer Landkarte aus dem Jahre 1781 wird Der Ferchow-Busch aufgeführt.
Das Forsthaus Ferchau wurde 1738 im Forstrevier Ferchau vom Schulamt Dambeck erbaut.
Im Jahre 1905 gehörte auch der Forsthof Neuhof zum Gutsbezirk Ferchau.

### Eingemeindungen
Das Forsthaus gehörte ursprünglich zum Gutsbezirk Dambeck. Im Jahre 1895 wird ein eigener Gutsbezirk Ferchau genannt. Am 30. September 1928 wurde der Gutsbezirk Ferchau mit der Landgemeinde Kuhfelde vereinigt.

### Einwohnerentwicklung
| Jahr | Einwohner          |
| ---- | ------------------ |
| 1774 | 3                  |
| 1789 | 7                  |
| 1798 | 4                  |
| 1801 | 4 und 5 (Holzkrug) |
| 1818 | 6                  |

| Jahr | Einwohner |
| ---- | --------- |
| 1840 | 07        |
| 1871 | 09        |
| 1885 | 10        |
| 1895 | 08        |
| 1905 | 30        |

## Kultur und Sehenswürdigkeiten
- Die Eiche auf dem Förstereiplatz in Ferchau ist ein Baumnaturdenkmal.[7]

## Religion
Die evangelischen Christen aus Ferchau gehören zur Kirchengemeinde Kuhfelde, die zur Pfarrei Kuhfelde gehörte. Heute wird die Kirchengemeinde betreut vom Pfarrbereich Salzwedel–St. Katharinen des Kirchenkreises Salzwedel im Propstsprengel Stendal-Magdeburg der Evangelischen Kirche in Mitteldeutschland.